# Raffinerie Speyer
Die Raffinerie Speyer war eine Raffinerie der Union-Treibstoff-GmbH in Speyer, die 1965 in Betrieb ging und eine Durchsatzkapazität von 2,5 Millionen Tonnen pro Jahr besaß. Sie war außerdem die größte Spaltgasanlage des Kontinents mit einer Erzeugungskapazität von 900 Millionen Kubikmetern Stadtgas pro Jahr.
Der höchste Kamin der Raffinerie Speyer wurde 1978 errichtet und war 200 Meter hoch. Er wurde am 12. September 1986 vier Jahre nach Stilllegung der Anlage durch Sprengung abgerissen.